# Wimbledon 2013 (turniej legend mężczyzn)
Wimbledon 2013 – turniej legend mężczyzn – zawody deblowe legend mężczyzn, rozgrywane w ramach trzeciego w sezonie wielkoszlemowego turnieju tenisowego, Wimbledonu. Zmagania miały miejsce w dniach 2–7 lipca na trawiastych kortach All England Lawn Tennis and Croquet Club w Londynie.

## Drabinka

#### Klucz
- w/o – walkower
- k – krecz
- d – dyskwalifikacja
- Q – kwalifikant
- WC – dzika karta
- LL – szczęśliwy przegrany
- Alt – zawodnik zastępczy
- PR – ochrona rankingu
- SE – specjalna przepustka
- ITF – ranking ITF
- JE – ranking juniorski

### Faza finałowa
|  |       |                                   |   |   |  |
|  | Finał |                                   |   |   |  |
|  |       |                                   |   |   |  |
|  |       |                                   |   |   |  |
|  |       |                                   |   |   |  |
|  |       | Greg Rusedski Fabrice Santoro     | 6 | 3 |  |
|  |       | Greg Rusedski Fabrice Santoro     | 6 | 3 |  |
|  |       | Thomas Enqvist Mark Philippoussis | 7 | 6 |  |
|  |       | Thomas Enqvist Mark Philippoussis | 7 | 6 |  |
|  |       |                                   |   |   |  |

### Faza początkowa

#### Grupa A
|   |                                | Jonas Björkman Todd Woodbridge | Justin Gimelstob Todd Martin | Richard Krajicek Mark Petchey | Greg Rusedski Fabrice Santoro | Mecze W–L | Sety W–L | Gemy W–L | Miejsce |
| 1 | Jonas Björkman Todd Woodbridge |                                | 6:3, 2:6, 10–12              | 7:6(1), 6:2                   | 3:6, 6:7(4)                   | 1–2       | 3–4      | 30–31    | 3.      |
|   | Justin Gimelstob Todd Martin   | 3:6, 6:2, 12–10                |                              | 6:1, 6:4                      | 1:6, 6:4, 10–12               | 2–1       | 5–3      | 29–24    | 2.      |
|   | Richard Krajicek Mark Petchey  | 6:7(1), 2:6                    | 1:6, 4:6                     |                               | walkower                      | 0–3       | 0–4      | 13–25    | 4.      |
|   | Greg Rusedski Fabrice Santoro  | 6:3, 7:6(4)                    | 6:1, 4:6, 12–10              | walkower                      |                               | 3–0       | 4–1      | 24–16    | 1.      |

#### Grupa B
|   |                                   | Jacco Eltingh Paul Haarhuis | Thomas Enqvist Mark Philippoussis | Wayne Ferreira Chris Wilkinson | Barry Cowan Cédric Pioline | Mecze W–L | Sety W–L | Gemy W–L | Miejsce |
| 2 | Jacco Eltingh Paul Haarhuis       |                             | 4:6, 4:6                          | 6:3, 7:6(3)                    | 7:6(2), 6:2                | 2–1       | 4–2      | 24–29    | 2.      |
|   | Thomas Enqvist Mark Philippoussis | 6:4, 6:4                    |                                   | 6:4, 6:4                       | 6:4, 6:4                   | 3–0       | 6–0      | 36–24    | 1.      |
|   | Wayne Ferreira Chris Wilkinson    | 3:6, 6:7(3)                 | 4:6, 4:6                          |                                | 4:6, 2:6                   | 0–3       | 0–6      | 23–37    | 4.      |
|   | Barry Cowan Cédric Pioline        | 6:7(2), 2:6                 | 4:6, 4:6                          | 6:4, 6:2                       |                            | 1–2       | 2–4      | 28–31    | 3.      |

## Pula nagród
| Runda                    | Pieniądze (£) |
| Zwycięzcy                | 20 000        |
| Finaliści                | 17 000        |
| Drugie miejsce w grupie  | 14 000        |
| Trzecie miejsce w grupie | 13 000        |
| Czwarte miejsce w grupie | 12 000        |